# Les Comédiens sans le savoir
Les Comédiens sans le savoir est un roman d’Honoré de Balzac, paru en prépublication en 1846 dans Le Courrier français, édité en volume la même année dans les Scènes de la vie parisienne de La Comédie humaine de l’édition Furne. Il sera édité de nouveau sous le titre Le Provincial à Paris, en 1848, chez Roux et Castanet.
Le roman présente une sorte de « revue de troupe » ou « répétition générale » de l’ensemble des types sociaux, silhouettes et personnages de La Comédie humaine pris sur le vif, en action, dans le lieu géographique le plus récurrent : Paris.

## Thème
Sylvestre Palafox-Castel-Gazonal, dit Gazonal, « monte » à Paris pour suivre un procès qui l’oppose au préfet de son département, les Pyrénées-Orientales, et qui a été transféré au Conseil d'État. Les aventures du personnage principal sont prétexte à la présentation d’une galerie de portraits balzaciens qui vont de Ninette, « lorette » et rat de l'Opéra, à Théodore Gaillard, un directeur de journal, et du concierge Ravenouillet à la marchande à la toilette, madame Nourrisson.
En renouant avec son cousin Léon Didas y Nora, peintre facétieux connu sous le nom de Mistigris, élève du baron Hippolyte Schinner, le peintre fameux dans La Bourse, envoyé au château de Presles dans Un début dans la vie, qui est devenu un célèbre paysagiste et homme à la mode, Gazonal découvre aussi le Paris des élégants au Café de Paris. Mistigris l'invite à un plantureux déjeuner avec Bixiou et lui offre son aide en lui faisant rencontrer ses amis et, notamment, la séduisante Jenny Cadine. Mais ils veulent aussi le faire poser, ainsi que d'autres personnages du récit.
En arrière-plan, on retrouve naturellement les personnages indispensables à l’univers de La Comédie humaine : Eugène de Rastignac, Joseph Bridau, le poète Melchior de Canalis, le peintre Dubourdieu, Carabine, les affairistes Cérizet et Ferdinand du Tillet, l’écuyère Malaga, le baron de Nucingen, Maxime de Trailles ainsi que le coiffeur Marius, le pédicure républicain Publicola Masson, etc., comme si Balzac avait lui-même envie de se replonger dans son monde et d’en faire l’inventaire.
Il s’agit là d’une mise en scène (fort bien scénographiée), d’une compilation de saynètes et de portraits. Gazonal se présente un peu comme le témoin de La Comédie humaine, la vraie héroïne du roman étant Paris et la vie parisienne, tous quartiers confondus. « Il y a deux Paris : celui des salons, des atmosphères suaves, des tissus soyeux, des quartiers élégants, et celui, plus infernal, des orgies, des ruelles sombres (Ferragus), des mansardes misérables. »